# Cynodontium sinensifugax
Cynodontium sinensifugax là một loài Rêu trong họ Dicranaceae. Loài này được (Müll. Hal.) Broth. ex C. Gao mô tả khoa học đầu tiên năm 1994.